# بول باريت
بول باريت (بالإنجليزية: Paul Barrett)‏ هو مغني ومنتج أسطوانات ووكيل مواهب ومدير مواهب وكاتب أغاني وممثل بريطاني، ولد في 1940.

## أعمال

### أفلام
- (2001) قبلة التنين[2]
- (2007) هيتمان[3]

## وصلات خارجية
- بول باريت على موقع IMDb (الإنجليزية)
- بول باريت على موقع ديسكوغز (الإنجليزية)
- بول باريت على موقع قاعدة بيانات الفيلم (الإنجليزية)